# Caney, Oklahoma
Caney är en kommun (town) i Atoka County i Oklahoma. Vid 2020 års folkräkning hade Caney 185 invånare.